# Andromeda XI
Andromeda XI (And XI) – karłowata galaktyka sferoidalna znajdująca się w konstelacji Andromedy w odległości 2,9 miliona lat świetlnych od Ziemi. Galaktyka ta należy do Grupy Lokalnej i jest satelitą Galaktyki Andromedy. Została odkryta w 2006 roku przez N. F. Martina i jego zespół.